# 合肥汽车站
合肥汽车站，中国安徽省合肥市的一个汽车站，位于合肥市瑶海区明光路168号，为国家一级客运站。合肥汽车站于1983年10月建成。目前车站占地面积3万平方米，设计旅客日发送能力达4.5万人。

## 客运线路
合肥汽车站现有客运线路153条，其中省际班线126条，省内班线27条。省际班车目的地有北京、上海、天津、重庆、广州、南昌、九江等城市；省内班车目的地有芜湖、安庆、马鞍山等城市。